# 라이프 (2017년 영화)
《라이프》(영어: Life)는 2017년 3월에 개봉한 미국의 SF, 공포 영화이다. 다니엘 에스피노사가 감독을 맡았다. 2017 SXSW에서 전세계 최초 상영되었다.

## 줄거리
가까운 미래, 무인 우주 탐사선이 화성에서 지구 궤도로 돌아오고, 잠재적으로 외계생명체의 증거를 포함하는 토양 샘플을 가지고 온다. 탐사선은 국제우주정거장에 의해 수거되고, 그곳에서 외계생물학자 휴 데리가 잠복해 있던 세포를 되살리는데, 이 세포는 빠르게 다세포 생물로 자라난다. 초등학생 그룹은 이 생물에게 "캘빈"이라는 이름을 붙여준다.
캘빈의 용기 내 분위기 변화로 인해 캘빈은 동면 상태에 들어간다. 캘빈을 깨우기 위해 휴는 전기 충격을 가한다. 캘빈은 적대적으로 변해 휴의 손을 감싸고 부서뜨린다. 캘빈은 도구를 만들어내어 자신의 격리 구역에서 탈출하고 실험용 쥐를 잡아먹으며 몸집이 커진다. 공학자 로리 애덤스가 휴를 구하지만, 캘빈은 그의 다리를 잡고 데이비드 조던 박사는 실험실을 봉쇄한다. 로리가 불로 캘빈을 죽이려 하지만 실패하고, 캘빈은 로리의 목구멍으로 들어가 그의 장기를 동화시켜 로리를 죽인다. 캘빈은 환기구를 통해 실험실을 탈출한다.
승무원들은 지구에 이 사실을 알리려 하지만, 메시지가 모두 전송되기 전에 정거장의 통신 시스템이 고장난다. 정거장 사령관 예카테리나 "캣" 골로브키나는 선외 활동을 하여 통신 시스템을 찾아 고치려 한다. 캘빈은 캣을 공격하여 그녀의 우주복을 손상시킨다. 우주복이 냉각수로 가득 차자 캣은 에어록으로 돌아온다. 데이비드 조던 박사의 반대에도 불구하고, 캣은 캘빈이 정거장 안으로 들어오는 것을 막기 위해 자신을 희생한다. 그러나 캘빈은 그녀가 우주로 떠다니기 전에 정거장에 달라붙는다.
캘빈은 추진기 엔진을 통해 정거장에 다시 진입하려 한다. 승무원들은 추진기를 발사하여 캘빈을 날려 보내려 하지만, 연료 손실로 인해 정거장은 궤도 감쇠에 들어가고, 이는 지구 대기로 재진입할 때 불타버릴 것임을 의미한다. 시스템 기술자 쇼 무라카미는 남은 연료를 사용하여 안정적인 궤도로 돌아가자고 제안하지만, 이는 캘빈이 다시 진입하는 것을 허용하게 된다. 휴는 캘빈이 재진입에도 살아남을 수 있다고 말하며 승무원들은 동의한다. 승무원들은 정거장의 한쪽 구역에 자신들을 봉쇄하고, 다른 쪽 구역에 캘빈을 격리한 후 대기를 배출하여 캘빈을 죽이려 한다. 하반신 마비 환자인 휴는 알지 못하는 사이에 캘빈이 휴의 다리에 달라붙어 휴를 이용하여 격리 구역에서 빠져나온다. 승무원들은 휴가 쓰러진 후 캘빈이 휴의 몸에서 피를 빨아먹는 것을 발견한다. 휴가 실혈로 죽어갈 때, 쇼는 잠자기 포드 안에 자신을 봉쇄하고, 캘빈은 안으로 침입하려 한다. 데이비드와 미란다는 휴의 시신을 미끼로 사용하여 캘빈을 유인하고 가둔다.
캘빈의 구역에서 대기를 배출할 때, 우주선 한 대가 우주정거장에 접근한다. 미란다는 데이비드에게 원래의 조난 신호 대부분을 받았으므로, 지구에서 소유스 우주선을 보내 캘빈이 지구에 도달하는 것을 막기 위해 정거장을 심우주로 밀어낼 것이라는 프로토콜이 있음을 알린다. 새로운 우주선이 구조선이 아니라는 것을 모른 채, 쇼는 새로운 우주선의 해치를 연다. 캘빈은 그를 따라 들어가 소유스 승무원들을 죽이고, 소유스와 우주정거장 사이의 에어록이 파괴된다. 쇼는 캘빈을 우주로 발사하기 위한 또 다른 시도에서 자신을 희생한다. 소유스는 분리되어 우주정거장에 충돌하고, 정거장을 다시 감쇠 궤도로 밀어 넣는다.
데이비드와 미란다는 탈출 포드에 캘빈을 가두려 한다. 일단 안에 들어가면 데이비드가 캘빈이 들어있는 포드를 심우주로 조종하고, 미란다는 다른 포드를 타고 지구로 돌아갈 수 있게 된다. 데이비드는 산소 스틱으로 캘빈을 유인하여 자신의 포드로 이끌고 우주로 발사한다. 미란다는 자신의 포드를 발사하면서, 캘빈의 지능과 치명성을 지구에 경고하기 위해 블랙박스 메시지를 기록한다. 두 포드 모두 손상된 소유스 파편에 맞는다. 한 포드는 남부 태평양에 착륙하여 베트남 어부들에게 발견되고, 다른 포드는 지구에서 멀리 심우주로 날아간다. 어부들은 포드 창문 안을 들여다보며 캘빈이 데이비드를 포드 내부 전체로 감싸고 있는 것을 본다. 미란다는 통제 불능이 된 포드가 지구에서 멀리 떠다니면서 공포에 질려 비명을 지른다. 순진한 어부들은 데이비드의 만류에도 불구하고 포드의 해치 문을 연다.

## 출연
- 제이크 질렌할 : 데이빗 조던 역
- 레베카 페르구손 : 미란다 노스 역
- 라이언 레이놀즈 : 로리 애덤스 역
- 사나다 히로유키 : 무라카미 쇼 역
- 아리욘 바카레 : 휴 데리 역
- 올가 디호비치나야 : 예카테리나 골로브키나 역
- 쿠로다 하루카 : 의사 역
- 나오코 모리 : 카즈미 역
- 카미엘 워렌-테일러 : 도미니크 역
- 히우 웅신 : 낚시꾼 역
- 알렉상드르 구엔 : 낚시꾼 역

## 수상
- 2018년 제44회 새턴 어워즈 후보 최우수 SF영화상 (다니엘 에스피노사)